# AGM-142

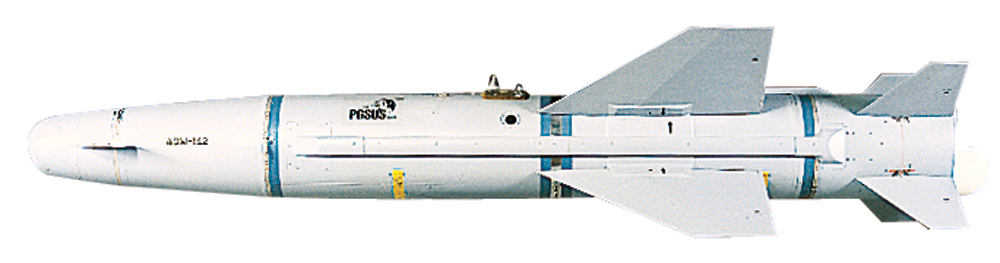
AGM-142 Have Nap

AGM-142 oder auch Popeye ist die Bezeichnung einer in Israel entwickelten Lenkwaffe.
Ende der 1980er-Jahre begann bei der israelischen Firma Rafael Armament Development Authority die Entwicklung einer Luft-Boden-Rakete mit modularem Aufbau, die den Namen Popeye trug. Diese war mit einem TV-Suchkopf ausgestattet und verfügte über eine Zwei-Wege-Kommunikationsverbindung. Diese Zwei-Wege-Kommunikation erlaubt es, die Flugbahn auch nach dem Start der Rakete zu korrigieren. Die Produktion für die Israel Defense Forces begann im Jahr 1989.

## AGM-142 Have Nap

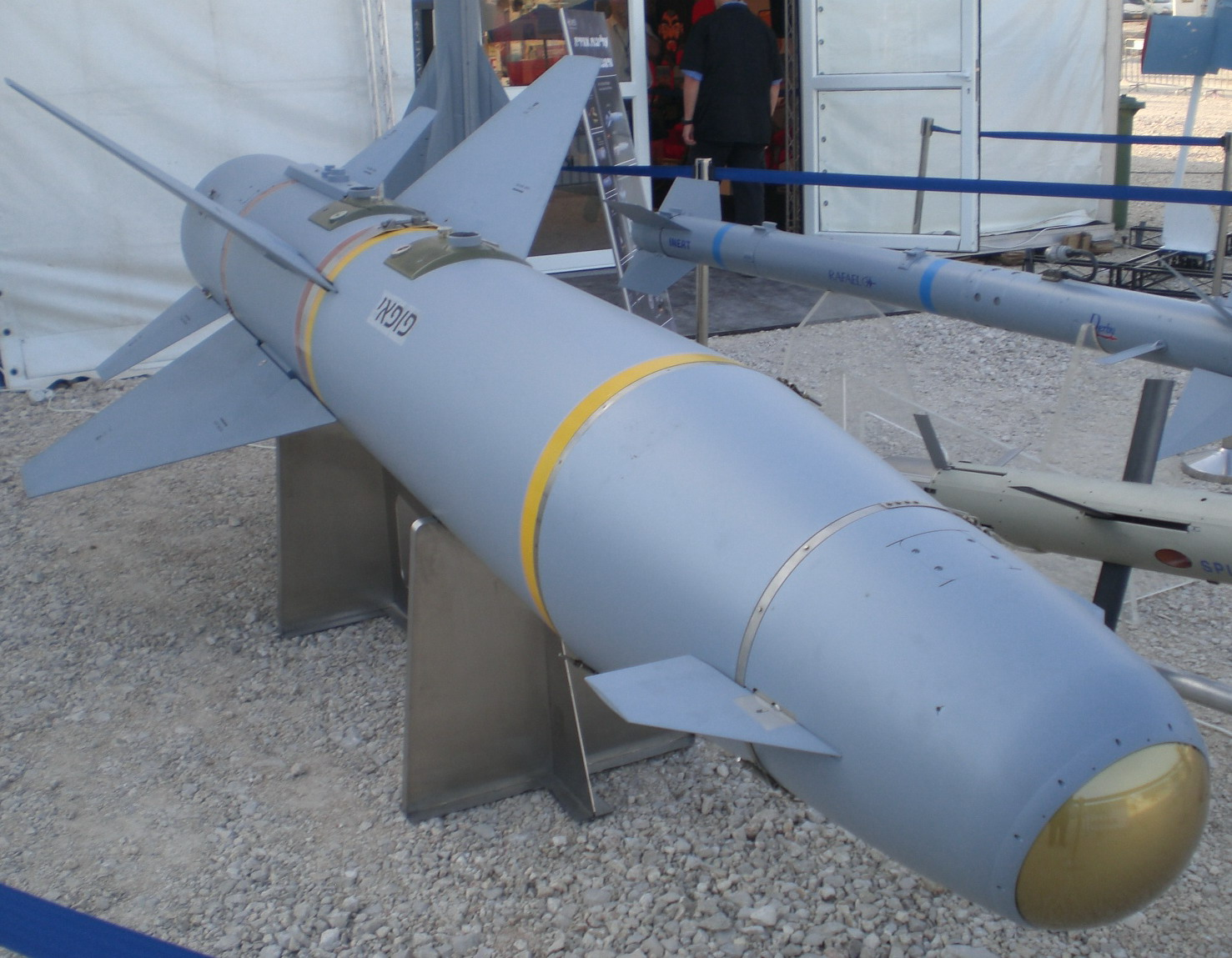
AGM-142 auf einer Militärmesse

Schon im Jahr 1988 begann sich die US Air Force für die Popeye zu interessieren, da für die B-52 keine nuklearen Raketen mehr benötigt wurden. Die Air Force nannte die neue Luft-Boden-Rakete AGM-142 Raptor – doch es gab ein Problem mit dem neuen Namen, denn die ab 1991 entwickelte Lockheed Martin F-22 trug bereits den Namen Raptor. So war die Air Force gezwungen, einen neuen Namen zu suchen. Dieser lautete Have Nap und so konnte 1992 die AGM-142 endlich in Dienst gestellt werden. Das einzige Flugzeug im Bestand der US Air Force, das die AGM-142 benutzen kann, ist die B-52H.
Die AGM-142B unterscheidet sich vom Originalmodell nur durch einen veränderten TV-Suchkopf, der jetzt auch Infrarotsignale auswerten kann. Eine weitere Variante ist die AGM-142C. Diese wurde nur mit einem jetzt 350 kg schweren Gefechtskopf ausgestattet. Eine Mischung aus B- und C-Variante ist die AGM-142D, die den TV-/IR-Suchkopf und den schweren Gefechtskopf nutzt.
Im Jahr 1996 gab die RAAF bekannt, dass sie sich für die AGM-142 interessierte; als Trägerflugzeug sollte die General Dynamics F-111 dienen. Die Verhandlungen zogen sich bis zum 14. Dezember 1998 (Vertragsunterzeichnung) hin. Geliefert wurde der RAAF die AGM-142E, die mit einem Infrarotsuchkopf, der über eine Zoomfunktion (Z-Suchkopf) verfügt, sowie mit dem 350 kg schweren Gefechtskopf ausgestattet ist.
Die AGM-142F ist eine Variante, die nach Israel geliefert wurde. Sie hat ein verändertes Flügeldesign und ist mit Z-Suchkopf und dem Gefechtskopf der C-/D-Variante ausgerüstet. Nach Südkorea wurde die AGM-142G geliefert. Bei ihr wurde der Gefechtskopf der C-/D-Varianten eingesetzt sowie die Software angepasst, damit sie auch von der McDonnell F-4E eingesetzt werden kann. Des Weiteren wurde bei ihr ein CCD-Suchkopf eingebaut. Eine weitere Variante für Südkorea ist die AGM-142H, die eine AGM-142G mit Z-Suchkopf darstellt. Israel lieferte im Jahr 1999 50 Popeye in die Türkei, die sie ebenfalls für ihre F-4 Phantom nutzt.
Insgesamt wurden bis heute über 500 AGM-142 A bis D an die USAF geliefert, und trotz des Beginns einer Weiterentwicklung der Popeye/AGM-142 denkt man darüber nach, sie durch die AGM-158 JASSM zu ersetzen.

## Popeye II
Die Weiterentwicklung der Popeye/AGM-142 wird oft auch als Have Lite bezeichnet. Die Popeye II wurde entwickelt, um sie auch von kleinen Flugzeugen einsetzen zu können. Sie ist leichter und kleiner als die AGM-142; damit können über große Entfernungen verschiedene Boden- und Seeziele bekämpft werden. Im Jahr 2002 wurde zum ersten Mal die Have Lite an einer General Dynamics F-16 der USAF getestet.
Gelegentlich wird die Popeye II als AGM-142B bezeichnet, dies ist aber falsch.

## Popeye Turbo
Die Variante Popeye Turbo wurde von Israel entwickelt, um sie von U-Booten der Dolphin-Klasse aus einsetzen zu können. Der Start erfolgt aus einem Torpedorohr, wobei ein Feststoffraketenbooster den Marschflugkörper aus dem Wasser befördert. Anschließend wird der Flugkörper durch ein Turbojet-Triebwerk angetrieben. Dieses aufwändigere Antriebskonzept ermöglicht größere Reichweiten. Die offizielle Reichweite wird mit 200 bis 350 km angegeben, bei inoffiziellen Tests einer verlängerten Variante wurden allerdings über 1500 km erreicht.
Der Popeye-Turbo-Marschflugkörper kann Atomsprengköpfe tragen. Damit liegen die wichtigsten Orte des iranischen Atomprogramms für israelische Atomwaffen in Reichweite, entweder mittels Popeye Turbos, die vom östlichen Mittelmeer aus von Dolphin-Klasse-U-Booten gestartet werden oder von land- oder luftgestützten Trägersystemen aus Zentralisrael.

## Technische Daten
| Kenngröße             | Popeye                                   | Popeye II/Have Lite                      | Popeye Turbo                             |
| --------------------- | ---------------------------------------- | ---------------------------------------- | ---------------------------------------- |
| Hersteller            | PGSUS (Rafael/Lockheed Martin)           | PGSUS (Rafael/Lockheed Martin)           | Rafael                                   |
| Länge                 | 4830 mm                                  | 4240 mm                                  | etwa 5000 mm                             |
| Rumpfdurchmesser      | 533 mm                                   | 533 mm                                   | 650 mm                                   |
| Gewicht               | 1360 kg                                  | 1135 kg                                  | k. A.                                    |
| Lenkung / Suchkopf    | TV und/oder Infrarot                     | TV oder Infrarot                         | k. A.                                    |
| Fluggeschwindigkeit   | Mach 1+                                  | k. A.                                    | k. A.                                    |
| Antrieb               | Feststoffraketen-Motor                   | Feststoffraketen-Motor                   | Turbojet                                 |
| Einsatzreichweite     | 80 km                                    | 92 km                                    | 200 bis 350 km (1500 km)                 |
| Gefechtskopf          | 340 kg (AGM-142A/B), 350 kg (AGM-142C/D) | 340 kg (AGM-142A/B), 350 kg (AGM-142C/D) | mind. 200 kg                             |
| Kaufpreis pro Einheit | 1.54 Millionen US-Dollar                 | k. A.                                    | k. A.                                    |
| Trägersystem          | B-52H, F-111, F-4                        | F-16, Kfir, Mirage 2000                  | Dolphin-Klasse U-Boot, u. U. B-52H, F-16 |

## Einsatzländer
- Australien
- Israel (Popeye Turbo nur Israel)
- Südkorea(Von 2002 bis April 2024 im Einsatz, nur bei F-4E Phantom eingesetzt[3])
- Türkei
- Vereinigte Staaten